# Esprit Requien
Esprit Requien est un naturaliste français, né le 6 mai 1788 à Avignon et mort le 30 mai 1851 à Bonifacio. Éminent botaniste, paléontologue et malacologue, il fut un des plus célèbres naturalistes du XIXe siècle et sans doute le plus illustre savant avignonnais.

## Biographie
Fils d'un tanneur dont l'atelier se trouvait au rez-de-chaussée de la rue de l'Ombre (aujourd'hui rue Cassan), Esprit y passa la plus grande partie de sa vie. Il se consacre très tôt à la botanique, réalise le premier inventaire botanique de la Corse et constitue un herbier qui acquiert rapidement une renommée internationale. Considéré comme le cinquième de France, il demeure aujourd'hui encore une référence incontournable. Il a compilé une intéressante collection de lettres, aujourd'hui à la médiathèque Ceccano d'Avignon.
Il a réalisé des voyages botaniques avec Urbain Audibert, pépiniériste renommé, directeur d'un établissement à Tarascon. Il entretenait aussi une correspondance nombreuse, on peut citer parmi ses correspondants, par exemple Aglaé Adanson fondatrice de l'Arboretum de Balaine.

### Activité scientifique
Précurseur de la phytosociologie, Requien décrit la végétation du Mont Ventoux et s'occupe très activement du Jardin Botanique. Il est à l’origine de la découverte de nombreux taxons et constitue une importante collection de référence, qu’il lègue en 1840 à l’administration du musée Calvet : un herbier riche de 300 000 échantillons et un grand nombre de fossiles, cristaux, animaux empaillés, ainsi que les spécimens récoltés avec Jean-Henri Fabre (1823-1915), qui sera conservateur du musée de 1866 à 1873. Elle donnera naissance au musée d’histoire naturelle d’Avignon, qui porte désormais son nom et qui est installé, depuis 1940, dans l'hôtel de Raphélis de Soissans (XVIIIe s.), rue Joseph Vernet. 
Comme son ami Jean-Henri Fabre, Esprit Requien était éclectique, s’intéressant à la quasi-totalité du monde des sciences, notamment à la paléontologie et la malacologie, pour lesquelles il réunit de riches collections.

### Protecteur du patrimoine

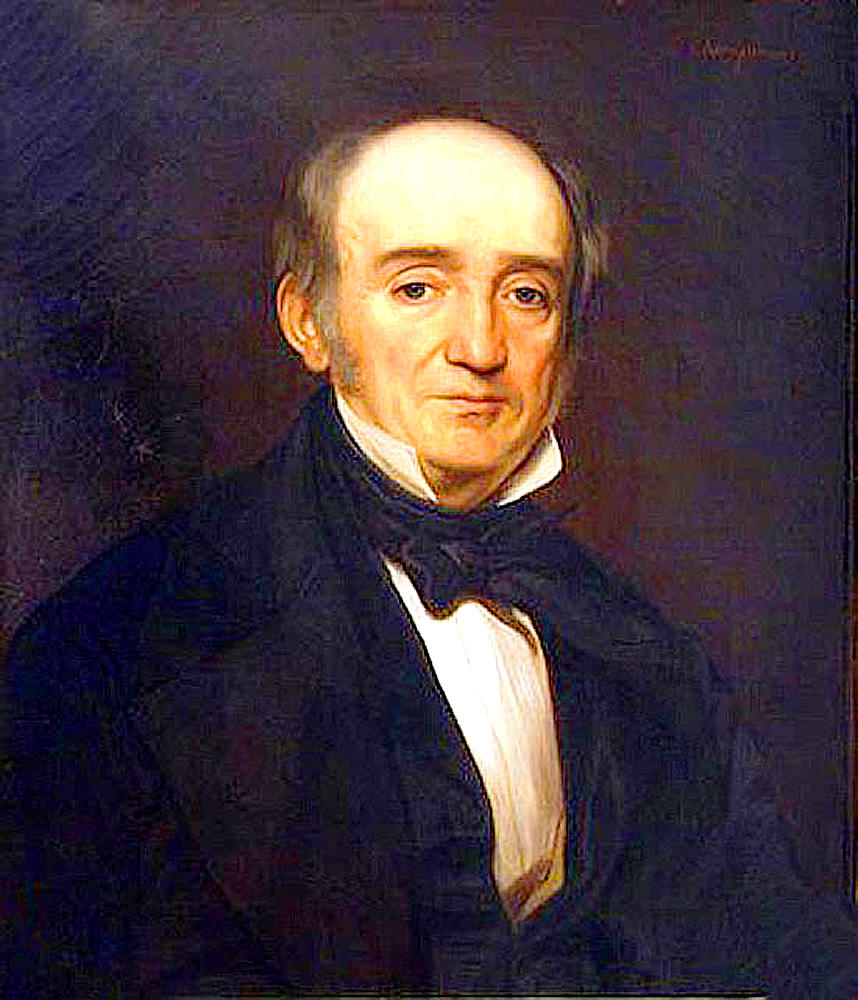
Esprit Requien en 1846

Nommé inspecteur des monuments historiques, il s'opposa, avec son ami Prosper Mérimée, à la destruction des remparts d’Avignon. En cette première partie du XIXe siècle, l'idée de faire table rase des monuments du Moyen Âge, période d'obscurantisme, revenait avec régularité. Paulin Talabot, en 1846, dans le cadre de la construction de la ligne PLM, proposa de faire passer une voie ferrée sur le rempart nord. Dans son projet, il proposait pour empêcher toute critique que celui-ci soit « doublé d'un côté ou d'un autre suivant les convenances ». D'ailleurs, expliquait-il, le remblai serait maçonné et couronné de créneaux, ce qui permettrait de conserver à la cité des papes « son caractère original, pittoresque et Moyen Âge, mieux que les vieux remparts en mauvais état ». Comme il avait prévu de placer la gare à la porte de l'Oulle, un tunnel percerait le rocher des Doms.
Le conseil municipal d'Eugène Poncet se déclara très favorable. Il fut suivi par une partie de l'opinion publique qui pensait que ce remblai serait la meilleure des protections contre les crues du Rhône. Une voix s'éleva pourtant contre ce projet, ce fut celle d'Esprit Requien, immédiatement soutenu par Prosper Mérimée. Il lui écrivit :

« Personne ne déteste autant le pugilat que moi, mais ce que j'ai encore le plus en horreur, c'est de me laisser manger la laine sur le dos. À votre place, je ne me laisserai pas canuler par ces canailles du conseil municipal. Au point où les choses en sont venues, je crois que vous avez plus à perdre à la résignation qu'au regimbement... Vous avez une admirable invention au moyen de laquelle on vient à bout de monstres bien plus durs à cuire que ceux que dompta feu Hercule. C'est la presse. Il n'y a pas de maire, voire de ministre qui n'y laisse des plumes, quand on a surtout le bon droit. Usez-en... Battez-vous, battez-les »

— Prosper Mérimée.
De son côté, Mérimée fit un rapport à son ministre de tutelle, dénonçant cette initiative qu'il qualifiait de malheur public, en lui demandant de s'opposer à « destruction de la célèbre enceinte et son remplacement par une voie ferrée et une gare inesthétiques ». L'affaire fut réglée lors des élections municipales, Eugène Poncet fut battu, son successeur Hyancinthe Chauffard annula immédiatement le projet de destruction des remparts.
Il est enterré au cimetière Saint-Véran d'Avignon.